# King of Fools (EP)
King of Fools je EP od německé powermetalové kapely Edguy. Extended play, s pěti písničkami, z čehož čtyři nejsou na albu Hellfire Club, bylo vydáno 10. února 2004.

## Seznam skladeb
1. King of Fools
2. New Age Messiah
3. The Savage Union
4. Holy Water
5. Life and Times of a Bonus Track

## Obsazení
- Tobias Sammet – zpěv, klávesy
- Jens Ludwig – hlavní kytara
- Dirk Sauer – rytmická kytara
- Tobias Exxel – baskytara
- Felix Bohnke – bicí